# Phragmipedium fischeri
Phragmipedium fischeri är en orkidéart som beskrevs av Guido Jozef Braem och Hartmut Mohr. Phragmipedium fischeri ingår i släktet Phragmipedium och familjen orkidéer. Inga underarter finns listade i Catalogue of Life.